# Кагул (річка)
Кагу́л — річка в Молдові (півд. зах.) та (частково) в Україні (в межах Ізмаїльського району Одеської області). Впадає в озеро Кагул (басейн Дунаю) на кордоні Модавії та Одеської області.

## Опис і розташування
Довжина річки 193 км, площа басейну 605 км². 
Кагул бере початок на північ від села Лебеденко (Молдова). Тече спершу на південний схід, у середній та нижній течії — переважно на південь. Впадає в озеро Кагул на північ від села Лиманського. На території України розташоване лише частина правобережжя пригирлової ділянки річки. 
Річка протікає через місто Вулканешти.

## Історія
Річка Кагул відома завдяки перемозі П.О.Рум'янцева над турками 21 липня (1 серпня) 1770 року. Битва відбувалася поблизу села (нині місто) Вулканешти під час російсько-турецької війни 1768—1774 років і закінчилося розгромом турецької армії.